# Chsh
chsh (ang. change shell) – uniksowe polecenie, służące do zmiany powłoki systemowej używanej przez użytkownika.

## Składnia polecenia
```
chsh [-s powłoka] [-l] [-u] [-v] [nazwa_użytkownika]
```

### Opis opcji polecenia chsh
| Argument          | Znaczenie |
| ----------------- | --- |
| -s powłoka        | nowa powłoka |
| -l                | wyświetla listę dostępnych powłok systemowych w /etc/shells/.                                                                                 |
| -u                | wyświetlenie informacji o tym jak używać polecenia.                                                                                           |
| -v                | wyświetlenie numeru wersji polecenia. |
| nazwa_użytkownika | podanie nazwy użytkownika w poleceniu zmieni powłokę dla tego użytkownika, niepodanie żadnej zmienia powłokę systemową na zalogowanym koncie. |

### Przykłady użycia
Użycie opcji -u:
```
$ chsh -u
Usage: chsh [-s shell] [name]
```

Uruchomienie polecenia bez opcji, wywoła polecenie w trybie interaktywnym, tzn. program będzie pytał o potrzebne informacje:
```
$ chsh
Enter the new value, or press return for the default
Login Shell [/bin/bash]:
```

Uruchomienie do zmiany powłoki aktualnej na powłokę sh dla konta janek:
```
# chsh -s sh janek
```